# Habreuresis
Habreuresis là một chi nhện trong họ Linyphiidae.

## Các loài
Các loài trong chi này gồm:
- Habreuresis falcata Millidge, 1991
- Habreuresis recta Millidge, 1991